# Gaston (Caroline du Nord)
Gaston est une ville américaine située dans le comté de Northampton en Caroline du Nord. En 2010, sa population était de 1 152 habitants.

## Démographie
| 1850 | 1870 | 1950  | 1960  | 1970  | 1980 |
| ---- | ---- | ----- | ----- | ----- | ---- |
| 274  | 11   | 1 218 | 1 214 | 1 105 | 883  |

| 1990  | 2000 | 2010  | - | - | - |
| ----- | ---- | ----- | - | - | - |
| 1 003 | 973  | 1 152 | - | - | - |

## Traduction
- (en) Cet article est partiellement ou en totalité issu de l’article de Wikipédia en anglais intitulé « Gaston, North Carolina » (voir la liste des auteurs).

`